# The Foggy Mountain Boys
 (décembre 2023).
Si vous disposez d'ouvrages ou d'articles de référence ou si vous connaissez des sites web de qualité traitant du thème abordé ici, merci de compléter l'article en donnant les références utiles à sa vérifiabilité et en les liant à la section « Notes et références ».
The Foggy Mountain Boys est un groupe de bluegrass américain, formé en 1948 par le guitariste Lester Flatt et le banjoïste Earl Scruggs. Le groupe se sépare en 1969.

## Biographie
Scruggs intègre le groupe de Bill Monroe The Blue Grass Boys en 1946, et y rencontre Flatt qui en était déjà l'un des membres. Ils quittent ensemble la formation de Monroe dès 1948, pour former les Foggy Mountain Boys. Ils développent une identité sonore qui leur vaut beaucoup de succès ; en 1955, ils rejoignent la troupe du Grand Ole Opry. De nombreuses chansons sur leurs albums sont créditées aux noms de Certain et Stacey ; il s'agit en réalité de morceaux composés par Flatt, Scruggs et divers autres membres du groupe. Certain et Stacey sont en réalité les noms de naissance des épouses de Scruggs et de Flatt, respectivement Louise Certain et Gladys Stacey.
Certaines divergences apparaissent toutefois entre Scruggs qui souhaite expérimenter de nouveaux styles et de nouvelles associations, comme avec le saxophoniste King Curtis, et Flatt qui conserve une approche plus traditionnelle. Le groupe se sépare en 1969 : Lester Flatt forme alors les Nashville Grass tandis que Scruggs mène la Earl Scruggs Revue.
Dans le film à succès O'Brother réalisé en 2000 par les frères Coen, le groupe formé par les personnages principaux s'appelle The Soggy Bottom Boys en hommage ironique aux Foggy Mountain Boys (The Soggy Bottom Boys signifie « Les Culs Trempés » tandis que The Foggy Mountain Boys signifie « Les Garçons de la Montagne Brumeuse ».)
L'un des morceaux les plus célèbres du groupe s'intitule Foggy Mountain Breakdown. Composé en 1949, il est devenu emblématique de la musique bluegrass, notamment pour les banjoïstes.

## Membres
- Lester Flatt — guitare
- Earl Scruggs — banjo, guitare
- Paul Warren — fiddle
- John Ray « Curly » Seckler — mandoline, guitare
- Josh Graves — dobro, contrebasse
- English P. « Cousin Jake » Tullock — contrebasse
- Chubby Wise — fiddle
- Jim Shumate — fiddle
- Benny Martin — fiddle
- Benny Sims — fiddle
- Howdy Forrester — fiddle
- Art Wooten — fiddle
- Howard Watts alias « Cedric Rainwater » — contrebasse
- Charles Johnson alias « Little Jody Rainwater » — contrebasse
- Frank « Hylo » Brown — contrebasse, guitare
- Charles « Little Darlin' » Elza — contrebasse
- Joe Stuart — contrebasse
- Ernie Newton — contrebasse
- Bob Moore — contrebasse
- Everette Lilly — mandoline
- Jim Eanes — guitare
- Mac Wiseman — guitare
- Billy E. Powers — guitare
- Johnny Johnson — guitare
- Earl Taylor — mandoline, harmonica
- Billy Constable — banjo